# 日本民芸協会
日本民芸協会（日本民藝協会、にほんみんげいきょうかい）は、民藝運動の振興発展を軸とした、1934年（昭和9年）に設立された団体。初代会長は柳宗悦。本部所在地は東京都目黒区駒場の日本民藝館内で、機関紙は月刊『民藝』である。

## 構成団体
日本民藝協会は、日本全国各地に存在する民藝協会30団体の連合体である。
- 青森県民藝協会：〒036-8001 青森県弘前市日代官町14-2 THE STABLES内
- 宮城県民藝協会：〒980-0811 宮城県仙台市青葉区一番町1-4-10 光原社内 宮城県民芸協会Instagram
- 秋田県民藝協会：〒010-0001 秋田市中通2-3-8 秋田県物産振興会内
- 山形県民藝協会：〒999-3145 山形県上山市河崎2-1-35 花烏賊
- 栃木県民藝協会：〒321-4217 栃木県芳賀郡益子町城内坂2 「陶庫」内
- 東京民藝協会：〒104-0061 東京都中央区銀座8-4-2 銀座たくみ内
- 山梨民藝協会：〒400-0023 山梨県甲府市丸の内2-29-2 関連HP
- 新潟県民藝協会：〒948-0003 新潟県十日町市本町6丁目 十日町地域地場産業振興センター内
- 富山民藝協会：〒930-0083 富山県富山市総曲輪2-7-12林ショップ内 関連HP
- となみ民藝協会：〒939-1626 富山県南砺市法林寺308 光徳寺内 となみ民藝協会Facebook
- 越前民藝協会：〒915-0234　福井県越前市新在家町11-12 越前和紙の里 紙の文化博物館内
- 長野県民藝協会：〒390-0874 長野県松本市大手1-3-30-406 かつ玄内
- 上田民藝協会：〒386-0025 長野県上田市天神2-2-22
- 飛騨民藝協会：〒506-0851 岐阜県高山市大新町1-52 日下部民藝館内 公式HP
- 遠州民藝協会：〒430-0947 静岡県浜松市中央区松城町106-14 古美術神田内（関連HP）
- 京都民藝協会：〒606-0015 京都府京都市左京区岩倉幡枝町28-7 京都民芸資料館ブログ内
- 大阪民藝協会：〒532-0011 大阪府大阪市淀川区西中島6-8-20-402 UR設計内
- 兵庫県民芸協会：〒622-0233 京都府船井郡京丹波町森山田3 兵庫県民芸協会公式Instagram
- 鳥取民藝協会：〒680-0831 鳥取県鳥取市栄町651 鳥取民藝美術館内（関連HP）
- 島根民藝協会：〒690-2102 島根県松江市八雲町東岩坂1754 安部榮四郎記念館内
- 出雲民藝協会：〒693-0033 島根県出雲市知井宮町628 出雲民藝館内、法人番号：4700150074959
- 岡山県民藝協会：〒710-0046 岡山県倉敷市中央1-4-11 倉敷民藝館内、公式HP
- 広島県民藝協会：〒730-0045 広島県広島市中区鶴見町3-17-1503 広島民藝協会Facebook
- 愛媛民藝協会：〒793-0023 愛媛県西条市明屋敷238-8 愛媛民藝館内
- 福岡民藝協会：〒810-0042 福岡県福岡市中央区赤坂2-6-27 工藝風向内
- 長崎民藝協会：〒852-8155 長崎県長崎市中園町2-4 工芸けやき内
- 熊本県民藝協会：〒861-8006 熊本県熊本市北区龍田1-5-2 熊本国際民藝館内、熊本県民藝協会公式Instagram
- 小鹿田民藝協会：〒877-1241 大分県日田市源栄町皿山 小鹿田焼陶芸館内
- 沖縄民藝協会：〒900-8678 沖縄県那覇市久茂地2丁目2-2 沖縄タイムス社文化事業局内

### かつて存在した団体
- 札幌民藝協会：2002年3月解散[4]。
- 室蘭民藝協会：1999年8月解散[4]。
- 岩手民藝協会：2011年6月休会[5]。
- 会津民藝協会：2011年3月解散[5]。
- 古河民藝協会：1987年2月解散[4]。
- 神奈川民藝協会：2020年度解散[5]。
- 名古屋民藝協会：2011年3月休会[5]。
- 滋賀民藝協会：1979年5月解散[6]。
- 長門民藝協会：1991年5月解散[4]。
- 高知民藝協会：1993年5月加盟団体より削除（自然解散）[4]。
- 北九州民藝協会：1987年末、協会名簿より抹消[6]。
- 大分民藝協会：1978年7月解散[6]。
- 日田民藝協会：1987年11月解散[4]。
- 鹿児島民藝協会：1990年11月退会[4]。

## 歴代会長
- 初代：柳宗悦（1961年の没時まで）
- 第2代：大原総一郎（1968年の没時まで）[6]
- 第3代：松方三郎（1973年の没時まで）[6]
- 第4代：濱田庄司（1978年の没時まで）[6]
- 第5代：柳宗理（1978-2003年5月）[4]
- 第6代：水尾比呂志（2003-2011年5月）[5]
- 第7代：金光章（2011-2017年）- 岡山県民藝協会会長。金光建築設計室
- 第8代：會田秀明（2017-2023年）- 青森県民藝協会会長。「つがる工芸店」店主
- 第9代：井上泰秋（2023年6月より）- 陶芸家（熊本県荒尾市、小代焼ふもと窯）